# Sally Barsosio
Sally Barsosio (ur. 21 marca 1978 w Keiyo w prowincji Wielkiego Rowu) – kenijska lekkoatletka specjalizująca się w biegach długodystansowych, trzykrotna uczestniczka letnich igrzysk olimpijskich (Atlanta 1996, Sydney 2000, Ateny 2004). Sukcesy odnosiła również w biegach przełajowych.

## Sukcesy sportowe
- mistrzyni Kenii w biegu na 3000 metrów – 1993[1]
- dwukrotna mistrzyni Kenii w biegu na 5000 metrów – 1998, 2005
- trzykrotna mistrzyni Kenii w biegu na 10 000 metrów – 1993, 1996, 1997
- dwukrotna mistrzyni Kenii w biegach przełajowych na długim dystansie – 1996, 1997

| Rok  | Miasto    | Zawody                      | Konkurencja      | Wynik         |
| ---- | --------- | --------------------------- | ---------------- | ------------- |
| 1992 | Seul      | Mistrzostwa świata juniorów | bieg na 10 000 m | brązowy medal |
| 1993 | Stuttgart | Mistrzostwa świata          | bieg na 10 000 m | brązowy medal |
| 1994 | Lizbona   | Mistrzostwa świata juniorów | bieg na 3000 m   | brązowy medal |
| 1995 | Harare    | Igrzyska afrykańskie        | bieg na 10 000 m | złoty medal   |
| 1996 | Atlanta   | Igrzyska olimpijskie        | bieg na 10 000 m | 10. miejsce   |
| 1997 | Ateny     | Mistrzostwa świata          | bieg na 10 000 m | złoty medal   |
| 1998 | Dakar     | Mistrzostwa Afryki          | bieg na 5000 m   | srebrny medal |
| 1998 | Nowy Jork | Igrzyska Dobrej Woli        | bieg na 10 000 m | srebrny medal |

## Rekordy życiowe
- bieg na 1500 metrów – 4:13,11 – Rieti 03/09/2000
- bieg na 2000 metrów – 5:39,4 – Zurych 13/08/1997
- bieg na 3000 metrów – 8:35,89 – Monako 16/08/1997
- bieg na 5000 metrów – 14:46,71 – Bruksela 22/08/1997
- bieg na 5 kilometrów – 15:58 – Carlsbad 28/03/2004
- bieg na 10 000 metrów – 31:15,38 – Stuttgart 21/08/1993
- bieg na 10 kilometrów – 31:43 – Cleveland 29/04/2001
- bieg na 10 mil – 55:19 – Waszyngton 03/04/2005
- półmaraton – 1:11:45 – South Shields 20/09/2009
- maraton – 2:36:44 – Eindhoven 10/10/2010